# Lycoris koreana
Lycoris koreana är en amaryllisväxtart som beskrevs av Takenoshin Nakai. Lycoris koreana ingår i släktet Lycoris och familjen amaryllisväxter. Inga underarter finns listade i Catalogue of Life.